# Danilo Fürst
Danilo Fürst , slovenski arhitekt, * 6. april 1912, Maribor, † 4. avgust 2005
Fürst, Plečnikov učenec, je pionir montažne stanovanjske gradnje v Sloveniji. V slovensko arhitekturo je vpeljal tehnične novosti, med katerimi izstopajo načrti za tipsko in montažno gradnjo ter uporaba ukrivljenih stropov in streh iz prednapetega betona. Med njegova najpomembnejša dela spadajo Osnovna šola Stražišče Kranj, vrstne hiše na Peričevi ulici v Ljubljani in stavbo Gozdnega gospodarstva na Bledu. Predsedoval je Društvu arhitektov Slovenije (1951-51) in Zvezi društev arhitektov Jugoslavije (1957-59) ter organiziral številne arhitekturne razstave doma in na tujem.
Pokopan je na Ljubljanskih Žalah.

## Arhitekturno delo (izbor)[7]
- Adaptacija gostinske šole Bled z notranjo opremo, Bled (1937)
- Prizidek k Vili Epos z notranjo opremo, Bled (v sodelovanju z Jožetom Plečnikom, 1938)
- Prosvetni župnijski dom ob blejski župnijski cerkvi, Bled (1938-1939)
- Promenada ob Blejskem jezeru (1938-1939)
- Vila dr. Šmajd, Radovljica (1939-1940)
- Vila družine Fürst, Bled (1939-1940)
- Vila dr. Šarec, Radovljica (1939-1940)
- Župnijska cerkev sv. Martina, oltar sv. Terezije Deteta Jezusa, Bled (v sodelovanju s Slavkom in Božidarjem Pengovom, 1940)
- Tovarna Talum, Kidričevo (1946-1948)
- Dvanajststanovanjski dvonadstropni blok na Ptujski ulici, Ljubljana (1949)
- Prva montažna stanovanjska hiša v Sloveniji (z notranjo opremo) na Ptujski ulici, Ljubljana (1949)
- Tipski bloki Hitrogradnje v naselju Metalne, Maribor (1949)
- Samsko naselje TAM v Panonski ulici, Maribor (1949-1950)
- Tovarna celuloze in natron papirja Maglaj, Bosna in Hercegovina (soavtorji Bogo Fink, Boris Jamnik, Marko Šlajmer in Franc Šmid, 1951)
- Tovarna celuloze za viskozo, Banja Luka, Bosna in Hercegovina (1953)
- Osnovna šola Stražišče Kranj (1953-1959)
- Spomenik NOB, Slovenj Gradec (1955)
- Vrstne hiše na Peričevi ulici, Ljubljana (1956-1957)
- Gozdno gospodarstvo Bled (1958-1960)
- Stanovanjski stolpiči TERM na Glavarjevi ulici, Ljubljana (1960-1962)
- Osnovne šole na Gorenjskem (Mojstrana, Zgornje Gorje, Tržič), večinoma uničene (1960-1964)
- Samski dom policije, Maribor (1962)
- Tovarna viskoze Banja Luka, Bosna in Hercegovina (1962)
- Bombažna predilnica in tkalnica Tržič (1962-1963)
- Stolpnica terapije in paviljon Rogaška Slatina (skupaj s sinom Janezom Fürstom (1964-1965)
- Telefonska hala Iskra Emeco, Kranj (1966)
- Gorska koča na Ledinah (skupaj s sinom Janezom Fürstom, 1975)
- Hišna kapelica sester pod Golovcem, Ljubljana (1976)
- Župnijska cerkev Marijinega brezmadežnega srca z notranjo opremo, Kisovec (1983)
- Lopa pred južnim vhodom v Plečnikovo cerkev v Šiški, Ljubljana (1988)
- Pokopališče frančiškanov, Brezje (1992)
- Portikus in prizidek župnišča (večnamenska dvorana) Plečnikove cerkve sv. Frančiška v Šiški, Ljubljana (1994-1997)
- Marijina kapela, Sveta gora pri Novi Gorici (2000)
- Prizidek k Osnovni šoli Stražišče, Kranj (2005)

### Izbrane reference
- Župnijska cerkev sv. Martina, oltar sv. Terezije Deteta Jezusa, Bled (v sodelovanju s Slavkom in Božidarjem Pengovom, 1940)
- Tovarna Talum, Kidričevo (1946-1948)
- Stolpnica terapije in paviljon Rogaška Slatina (1964-1965)
- Stolpnica terapije in paviljon Rogaška Slatina (1964-1965)
- Gorska koča na Ledinah (skupaj s sinom Janezom Fürstom, 1975)

## Nagrade
Danilo Fürst je prejemnik Plečnikove medalje, ki jo je prejel v letu  1998.